# Metallkonto

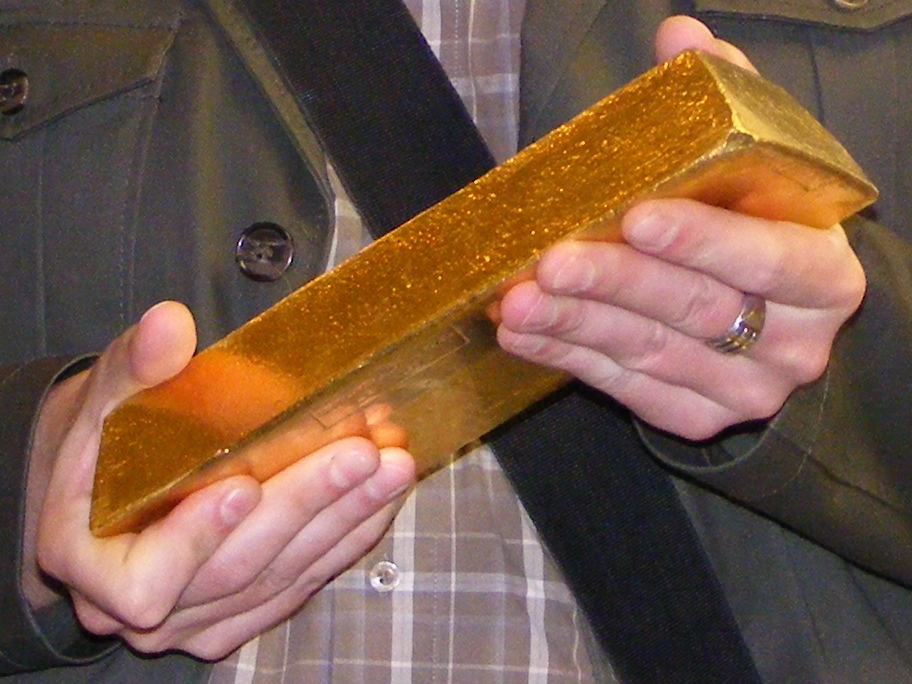
Ein physischer Goldbarren (12 ½ kg), der nicht-physisch auf einem Metallkonto gutgeschrieben werden kann.

Ein Metallkonto ist ein Bankkonto, auf dem Edelmetalle (Gold, Silber, Platin oder Palladium) als Bankguthaben verbucht werden.   

## Allgemeines
Bankkonten lauten im Regelfall auf eine Währung (Inlandswährung Euro oder Fremdwährung). Metallkonten oder speziell Goldkonten lauten jedoch auf Edelmetalle (Gold), also Commodities. Die Währungseinheit wird deshalb ersetzt durch die Maßeinheit Unze oder Gramm. Das als Kontoguthaben (Habensaldo) verbuchte Edelmetall ist der nicht-physische virtuelle Bestand an bestimmten Edelmetallen.
Metallkonten eignen sich für Anleger, die Edelmetalle nicht physisch erwerben wollen, weil hiermit eine sichere Verwahrung verbunden und ein Bankschließfach oder ein eigener Safe nicht erforderlich sind. Will ein Anleger dennoch an der Wertentwicklung eines Edelmetalls teilhaben, bietet sich die Möglichkeit des nicht-physischen Erwerbs auf Metallkonten als Alternative. Auch für Trader, die Volatilitäten der Metallpreise durch Arbitrage oder Spekulation ausnutzen wollen, ist das Metallkonto eine wichtige technische Voraussetzung.
Eine Verzinsung des Kontoguthabens gibt es nicht, Kauf und Verkauf sind jederzeit gegen Gebühren möglich. 

## Arten
Unterschieden wird zwischen Metallkonten mit Einzelverwahrung oder Sammelverwahrung:
- Einzelverwahrung (englisch allocated account): Beim Kauf erwirbt das kontoführende Kreditinstitut von einer Lagerstelle oder einem Verkäufer im Namen des Kunden einen physischen Lieferanspruch auf Edelmetalle durch ein Stückeverzeichnis mit detaillierter Spezifikation. Der Kunde wird Eigentümer und kann entweder die Edelmetalle als Bankguthaben führen oder sich jederzeit physisch als effektive Stücke ausliefern lassen.
- Sammelverwahrung (englisch unallocated account): Das Institut erwirbt Gold im eigenen Namen und für eigene Rechnung und wird Eigentümer der Edelmetalle. Der Kunde erwirbt lediglich eine Forderung gegen das Institut auf Lieferung des Edelmetalls. Diese Forderung wird als Bankguthaben auf dem Metallkonto dargestellt. Will sich der Kunde bei der Sammelverwahrung Edelmetalle physisch ausliefern lassen, ist die Umwandlung in eine Einzelverwahrung erforderlich.

Wo sich die Edelmetalle physisch befinden, wird nur bei Einzelverwahrung durch Gutschrift mit „loco“ angegeben (etwa „loco London“). Die Londoner Lagerstelle ist die Bank of England. 

## Steuerliche Behandlung
Metallkonten entstanden nach der Einführung der Mehrwertsteuer auf Gold- und Silberbarren und Gold- und Silbermünzen im Januar 1980. Seit Januar 1993 ist der Handel mit Gold von der Mehrwertsteuer wieder befreit; Silber, Platin und Palladium sind weiterhin steuerpflichtig. Gold als Handelsobjekt ist steuerfrei ebenso wie über Goldkonten gehandeltes Gold, insbesondere auch Golddarlehen und Goldswaps, durch die ein Eigentumsrecht an Anlagegold oder ein schuldrechtlicher Anspruch auf Anlagegold begründet wird, sowie Terminkontrakte und im Freiverkehr getätigte Termingeschäfte mit Anlagegold, die zur Übertragung eines Eigentumsrechts an Anlagegold oder eines schuldrechtlichen Anspruchs auf Anlagegold führen  (§ 25c UStG). Dabei ist gemäß Richtlinie 98/80/EG Richtlinie zur Ergänzung des gemeinsamen Mehrwertsteuersystems der Feingoldgehalt von Bedeutung.  
Steuerpflichtig sind dagegen Goldmedaillen, die nicht über Metallkonten verbucht werden können. Dies ergibt sich aus der Richtlinie 2006/112/EG Richtlinie über das gemeinsame Mehrwertsteuersystem, worin in Art. 135 lit. e vorgesehen ist, dass Devisen, Banknoten und Münzen, die gesetzliches Zahlungsmittel sind, mit Ausnahme von Sammlerstücken (d. h. Sammlermünzen aus Gold, Silber oder anderem Metall sowie Banknoten, die normalerweise nicht als gesetzliches Zahlungsmittel verwendet werden oder die von numismatischem Interesse sind), als steuerfrei gelten.
Seit dem Wegfall der Mehrwertsteuerpflicht bei Gold lohnen sich Metallkonten, weil die Kunden das Gold (Barren oder Münzen) nicht mehr physisch übernehmen und zu Hause aufbewahren müssen, so dass ein Diebstahlsrisiko entfällt.  

## Haftungsausschluss
Der Kontoinhaber eines Metallkontos trägt nach den Bank-AGB sämtliche wirtschaftlichen und rechtlichen Schäden und Nachteile, die am physischen Deckungsbestand in dem entsprechenden Edelmetall als Folge von höherer Gewalt, Krieg, Aufruhr oder ähnlichen Ereignissen oder durch von der Bank nicht verschuldete Zugriffe Dritter im Ausland (Beschlagnahme) oder im Zusammenhang mit Verfügungen von hoher Hand des In- und Auslandes oder aufgrund von Handlungen oder Unterlassungen des von der Bank sorgfältig ausgewählten und unterwiesenen Drittverwahrers oder dessen Erfüllungsgehilfen treffen sollten.

## Anlagerisiko
Die Edelmetallpreise (Goldpreis, Silberpreis) werden meist in Fremdwährung (US-Dollar) angegeben, so dass bei in Euro geführten Metallkonten ein Währungsrisiko besteht. Die Edelmetallpreise unterliegen teilweise einer hohen Volatilität, wodurch zusätzlich ein Kursrisiko auftreten kann. Deshalb gehören Metallkonten für Anleger zur schlechtesten Risikoklasse, was auch für die Anlageklasse gilt.

## Einlagensicherung
Im Falle der Sammelverwahrung unterliegt die Forderung des Kunden gemäß § 2 Abs. 3 EinSiG nicht der Einlagensicherung, weil Guthaben auf Metallkonten zum Metallwert oder Kurswert und nicht zum Nennwert rückzahlbar sind. Ein Anlegerschutz ist nur bei Einzelverwahrung gewährleistet, weil der Kunde als Eigentümer in der Insolvenz des Instituts ein Aussonderungsrecht nach § 47 InsO besitzt. Edelmetalle können daher vom Anleger aus der Insolvenzmasse entnommen werden.

## International
Auch in der Schweiz werden nach Art. 37d Bankengesetz einzelverwahrte und auf Metallkonten verbuchte Edelmetalle ausgesondert, sammelverwahrte gehören in die dritte Konkursklasse. In Österreich unterhält lediglich die Oesterreichische Nationalbank Metallkonten, die durch physisches Gold unterlegt sind. Die Auszahlung erfolgt wahlweise durch buchmäßigen Übertrag oder durch effektive Auslieferung in Form von physischen Barren. Auch in Luxemburg gibt es Metallkonten (beispielsweise bei der European Depositary Bank).